# Comuna Boița, Sibiu
Boița (în dialectul săsesc Issenderf, în germană Boitza, Ochsendorf, în trad. "Satul Boilor", în maghiară Bojca) este o comună în județul Sibiu, Transilvania, România, formată din satele Boița (reședința), Lazaret, Lotrioara și Paltin.
A luat naștere în 2004, printr-un referendum în care sătenii își exprimau dorința de a se separa de orașul Tălmaciu, de care aparțineau.

## Demografie
Componența etnică a comunei Boița
     Români (96,6%)
     Alte etnii (0%)
     Necunoscută (3,4%)
Componența confesională a comunei Boița
     Ortodocși (95,96%)
     Alte religii (0,14%)
     Necunoscută (3,9%)
Conform recensământului efectuat în 2021, populația comunei Boița se ridică la 1.410 locuitori, în scădere față de recensământul anterior din 2011, când fuseseră înregistrați 1.613 locuitori. Majoritatea locuitorilor sunt români (96,6%), iar pentru 3,4% nu se cunoaște apartenența etnică. Din punct de vedere confesional, majoritatea locuitorilor sunt ortodocși (95,96%), iar pentru 3,9% nu se cunoaște apartenența confesională.

## Politică și administrație
Comuna Boița este administrată de un primar și un consiliu local compus din 11 consilieri. Primarul, Nicolae Cocoș[*], de la Partidul Național Liberal, este în funcție din octombrie 2020. Începând cu alegerile locale din 2024, consiliul local are următoarea componență pe partide politice:
|  | Partid                          | Consilieri | Componența Consiliului | Componența Consiliului | Componența Consiliului | Componența Consiliului | Componența Consiliului | Componența Consiliului | Componența Consiliului |
|  | ------------------------------- | ---------- | ---------------------- | ---------------------- | ---------------------- | ---------------------- | ---------------------- | ---------------------- | ---------------------- |
|  | Partidul Național Liberal       | 7          |                        |                        |                        |                        |                        |                        |                        |
|  | Partidul Social Democrat        | 2          |                        |                        |                        |                        |                        |                        |                        |
|  | Alianța pentru Unirea Românilor | 1          |                        |                        |                        |                        |                        |                        |                        |
|  | Alianța Dreapta Unită           | 1          |                        |                        |                        |                        |                        |                        |                        |

## Galerie de imagini

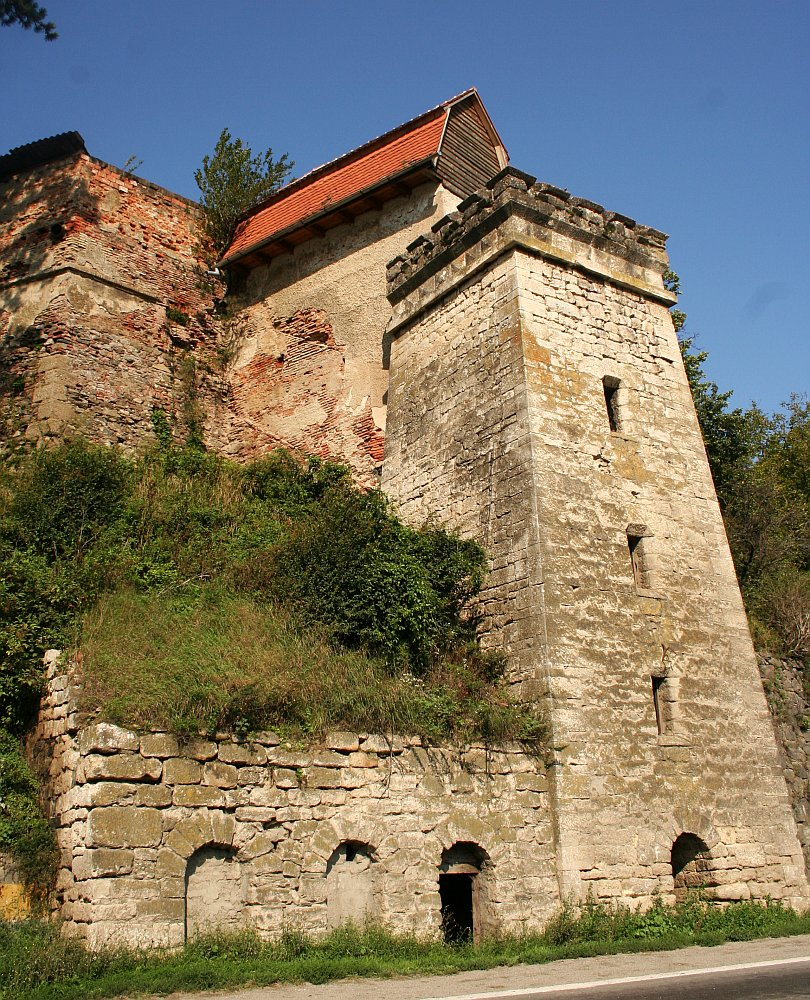
Boiţa (turn la ieşirea din localitate)
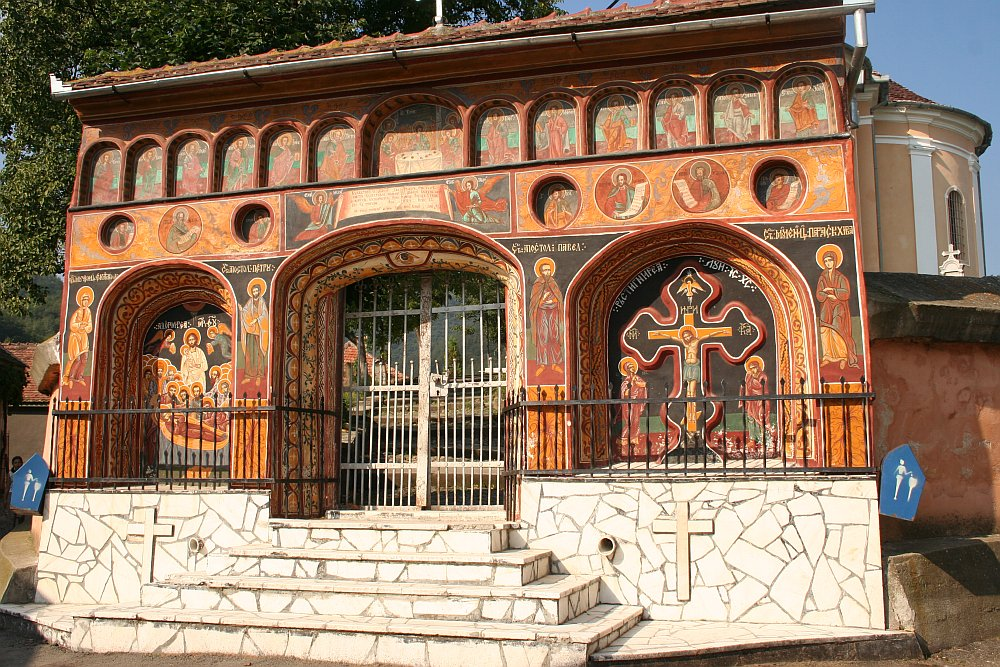
Boiţa (poarta bisericii)
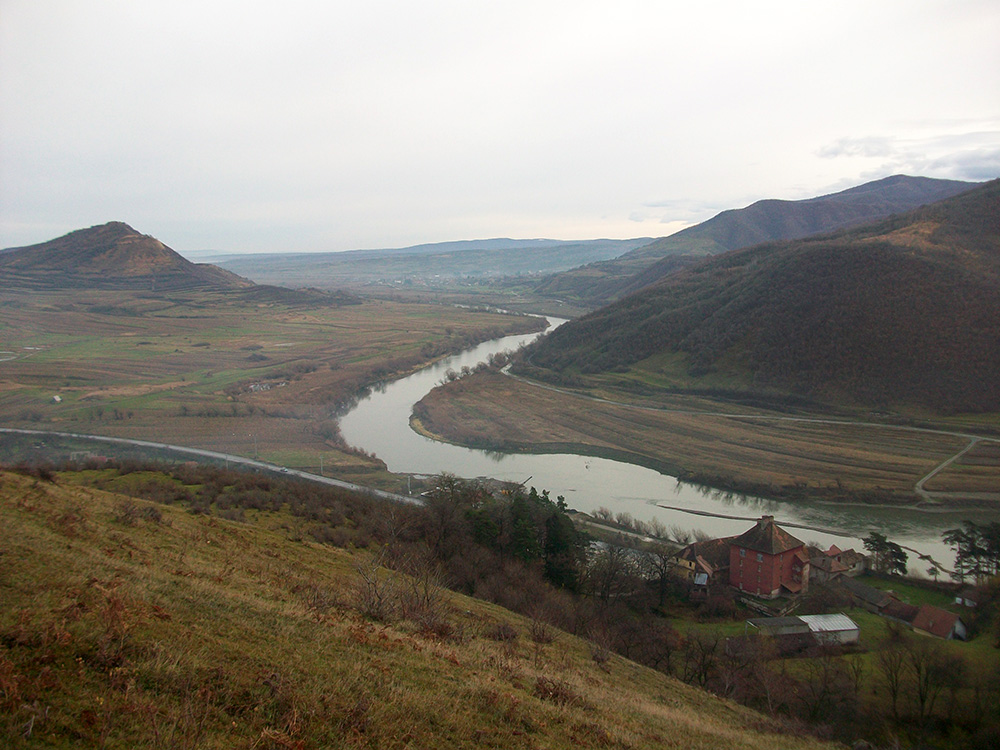
Cetatea Turnu Rosu si Oltul
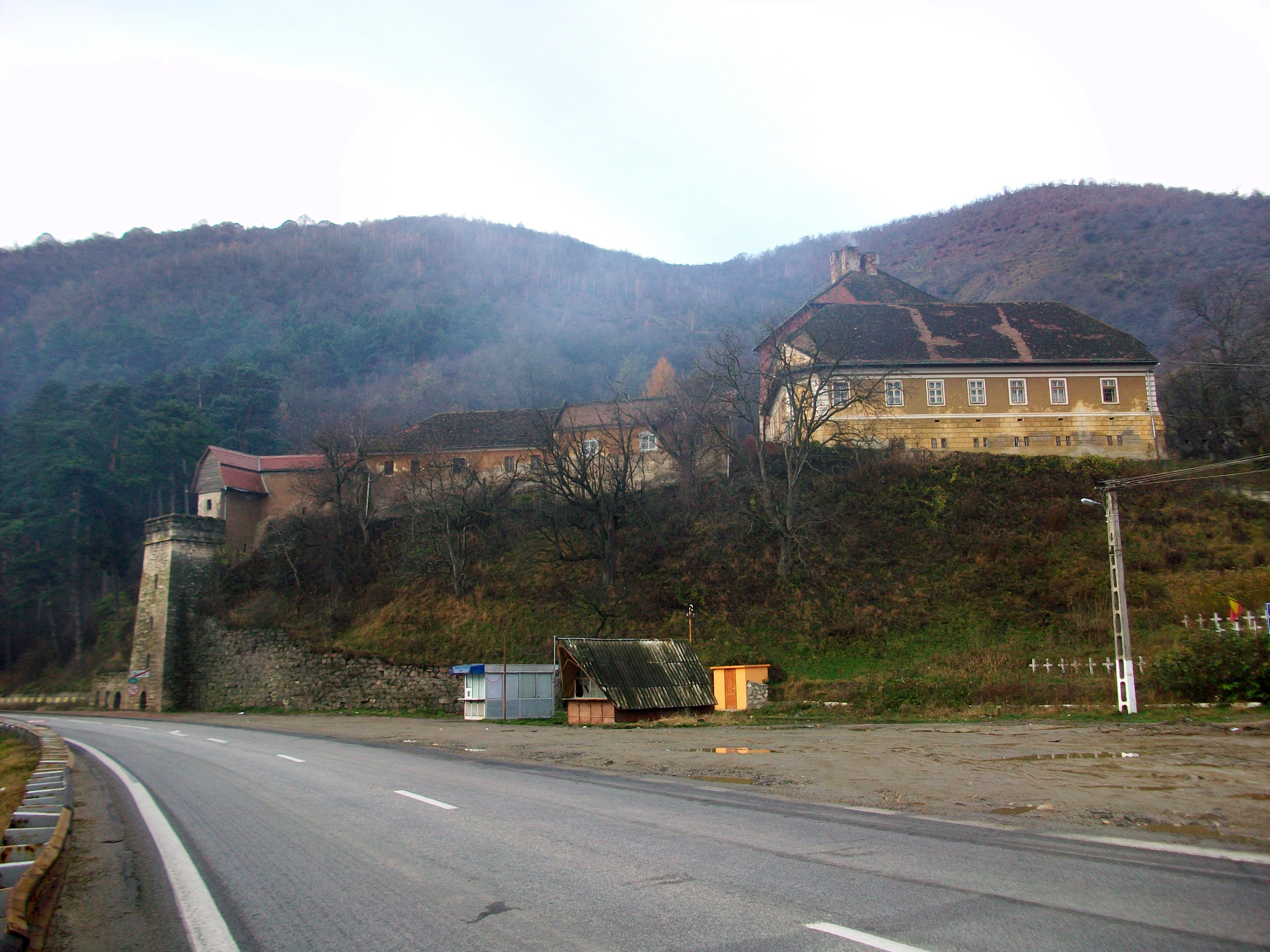
Cetatea Turnu Rosu
„Scaunul filial al Tălmaciului” în secolul al XV-lea

## Primarii comunei
- 2004[9] - 2008 - Mohor Nicolae, Independent
- 2008[10] - 2012 - Mohor Nicolae, de la PSD
- 2012[11] - 2016 - Nicolae Mohor, de la USL
- 2016[12] - 2020 - Nicolae Mohor, de la PSD